# Tristane Banon
Tristane Banon (sinh ngày 13 tháng 6 năm 1979) là một nữ nhà văn kiêm nhà báo người Pháp, cô là con gái của Anne Mansouret, vào ngày 4 tháng 6 năm 2011, cô đã tố cáo sự việc cô bị Dominique Strauss-Kahn (lúc đó là giám đốc quỹ tiền tệ quốc tế IMF) hiếp dâm khi cô còn trẻ. Vụ việc này nhanh chóng được dư luận quan tâm và là một trong những nguyên nhân khiến ông Dominique Strauss-Kahn mất chức Tổng Giám đốc quỹ này.

## Tiểu sử
Tristane Banon sinh năm 1979 ở vùng ngoại ô giàu có bậc nhất nước Pháp Neuilly-sur-Seine, cô cũng là con gái của bà Anne Mansouret, Ủy viên hội đồng vùng Thượng Normandy, và là con gái đỡ đầu người vợ thứ hai của Strauss-Kahn, Brigitte Guillemette. Cô cũng là bạn thân với một trong những con gái của Strauss-Kahn, Camille.
Sau khi tốt nghiệp trường báo chí ở Paris, Banon làm việc tại Tổ chính trị và văn hóa của tờ Paris-Match, sau đó chuyển sang làm việc tại tờ Le Figaro. Cô từng viết 5 cuốn sách. Cuốn đầu tiên là một tiểu luận về những sai lầm lớn nhất trong cuộc sống của các chính trị gia, xuất bản vào năm 2003.

## Tố cáo hiếp dâm
Ngày 5 tháng 7 Tristane Banon đã chính thức đệ đơn kiện Dominique Strauss-Kahn hiếp dâm cô năm 2003. Luật sư của cô đã yêu cầu cơ quan công tố mở cuộc điều tra. Theo tố cáo của Banon, cô đã bị Strauss-Kahn cố gắng hiếp dâm trong cuộc phỏng vấn. Cụ thể là khi đang phỏng vấn Strauss-Kahn trong một căn phòng chỉ có hai người thì cô bị tấn công, nhưng cô may mắn trốn thoát sau khi đá mạnh vào ông này. Lần đầu tiên cô đưa ra lời tố cáo vào năm 2007. Sau khi trải qua sự việc, cô cho rằng Dominique Strauss-Kahn là một "con tinh tinh động dục". Banon cũng vấp phải sự chống đối của gia đình khi muốn công khai câu chuyện này. Mẹ cô, Anne Mansouret, từng khuyên cô không gửi đơn tố cáo Strauss-Kahn khi vụ việc xảy ra vì sợ nó sẽ hủy hoại sự nghiệp nhà báo của cô.